# Alfred Kaiser (Afrikaforscher)
Alfred Kaiser (* 12. August 1862 in Arbon, TG; † 4. April 1930;auch Alfred Kaiser-Saurer, Alain el Mahdi, ebenda) war ein Schweizer Sinai- und Afrika-Forscher.

## Leben

### „Alain el Mahdi aus dem Lande Helvetia“
Zu seinen Lebzeiten wurde der Arboner Alfred Kaiser-Saurer als Universalgenie sowie als bedeutender Afrika- und Sinai-Forscher gefeiert. Trotzdem geriet sein Name selbst in seiner Heimat in Vergessenheit, bis ihn die Arboner Museumsgesellschaft im Jahre 1981 mit einer Gedenkausstellung würdigte. Angeregt und mitgestaltet wurde sie von der in Israel lebenden Irène Lewitt. Israelische Naturforscher, die im Sinai gearbeitet hatten, waren auf seinen Namen gestossen.
Alfred Kaiser wurde als Sohn des Dessinateurs Christian Kaiser von Böblingen (D) und der Elisabeth Ebnetter von Arbon am 12. August 1862 in Arbon geboren. Sein Vater starb früh. – Als 18-Jähriger reiste Alfred nach Ägypten und erkundete als Gelegenheitsarbeiter vor allem Wüstenregionen. 1882 kehrte er in die Schweiz zurück und bildete sich in St.Gallen zum Tierpräparator aus. Zwei Jahre später erhielt er in Kairo eine Anstellung als „Naturalist“ im Vizeköniglichen Museum in Kairo. Hier kam er in Kontakt mit bedeutenden Afrikaforschern und Naturwissenschaftlern.

### Von der Sinai-Insel magisch angezogen
1886 unternahm Alfred Kaiser seine erste Reise nach dem Sinai und vertiefte sich dort in biologische, geologische und ethnographische Studien. Schon während dieser ersten Reise, die er wegen Erkrankung abbrechen musste, muss er mit vielen Beduinenstämmen vertraut worden sein. Nach einer zweiten Sinai-Reise kehrte er in die Schweiz zurück, bildete sich in Zürich und in München weiter aus. 1890 heiratete er Karolina Guyer aus Zürich. Sie begleitete ihn während der dritten Reise in den Sinai.
In El-Tor am Roten Meer gründete er eine wissenschaftliche Station, von der er später einmal sagte: „Ein lukratives Geschäft war diese Wüstenhotellerie für mich allerdings nicht. Ich musste alles aus eigenen Mitteln, ohne Subventionen bestreiten und hätte den Plan nicht durchführen können, wenn mir nicht der Verkauf von Sammlungsgegenständen einige Einnahmen verschafft hätte.“ Nach dreijährigem Aufenthalt in El-Tor starben seine Frau und sein hier geborener Sohn an der Cholera. Von diesem schweren Schicksalsschlag ist laut Irne Lewitt nur ein einziges Dokument vorhanden: eine Reihe von Kreuzen zwischen meteorologischen Eintragungen. Sie vermutet, Kaiser sei eher aus praktischen Gründen zum Islam übergetreten. An einer Höhlenwand habe er sich verewigt als „Alain El Mahdi, Sohn des Kaiser, aus dem Lande Helvetia, der in Kurum lebt.“

### Kaiser, der Vertrauensmann
In den neunziger Jahren reiste er nach Erythrea, nach Äquatorial-Ostafrika und nach Uganda. Während der Expedition mit Dr. Max Schoeller nach Äquatorial-Ostafrika – die Karawane bestand aus 300 Trägern, 40 Soldaten und gegen 60 Dienern – wurde er von einem Nashorn angegriffen: „Beim Sturze kam ich gerade vor das Thier zu liegen, und ich erinnere mich deutlich der Furcht, von den dicken Füssen zerstampft und zermalmt zu werden, als ich mir nichts, dir nichts in der Luft herumzwirbelte ...“
1899 heiratete er Mathilde Huber, geborene Saurer. Sie war die Nichte von Adolph Saurer. Das Ehepaar zog nach Berlin-Charlottenburg. Kaiser wurde wissenschaftlicher Beirat der Nordwest-Kamerun-Gesellschaft. Sein Ansehen war inzwischen so gross, dass ihn, den Moslem, die Zionistische Weltorganisation beauftragte, in Britisch-Ostafrika abzuklären, ob dort eine jüdische Kolonie gegründet werden könne, was sich jedoch als unmöglich erwies. 1904 unternahm er eine Sinai-Reise mit dem Botaniker Johann Andreas Kneucker.
Kaiser reiste durch Nordafrika, um die Handelsmöglichkeiten für Schweizer Firmen zu prüfen. Anscheinend machte er eine Ausstellung in der Schweiz, über die 1908 das „Berner Tagblatt“ berichtete: „Farbenfrohes breitete sich vor unseren überraschten Augen aus. Anziehungskraft haben vorab die sudanesischen Handstickereien, wie bunt gewebte Halbseiden und die abessinischen Tücher. Von altererbter Technik zeugen die Lederarbeiten und Töpfereien.“
1909 ernannte der Bundesrat Alfred Kaiser zum Handelsagenten für Ägypten.

### Ganze Hingabe für den Sinai

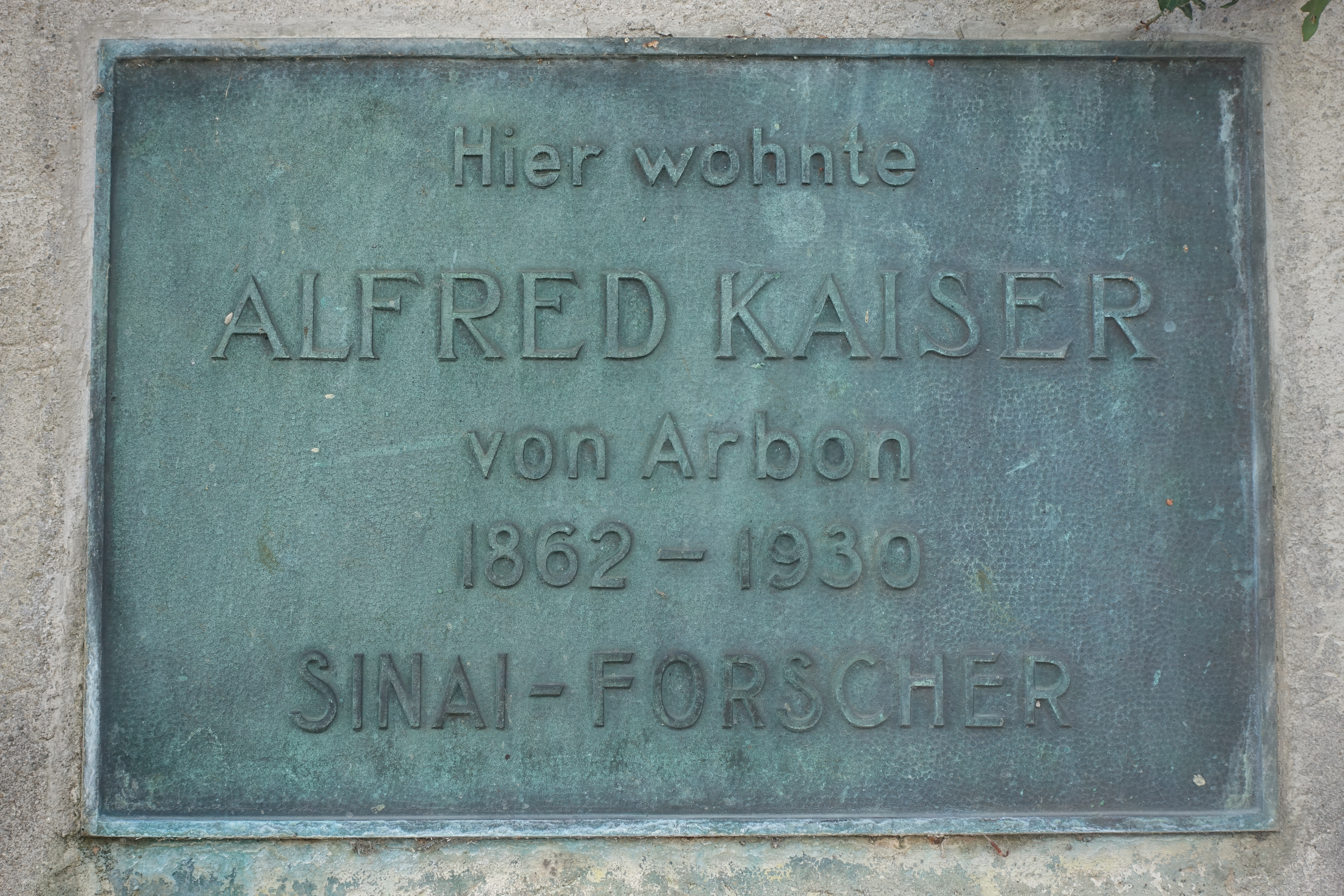
Hinweistafel für Alfred Kaiser, eingelassen in der Mauer der Liegenschaft Berglistrasse 11 in Arbon

Nach seinem Rücktritt von diesem Amt im Jahre 1919 begann er, der vorher an allem und jedem interessiert gewesen war, sich auf die Sinai-Halbinsel zu konzentrieren. Er verarbeitete und ergänzte und sichtete seine schon bisher reichhaltigen naturwissenschaftlichen Sammlungen, Notizen, Zeichnungen, Skizzen und Fotografien. (Die Zentralbibliothek Zürich erwähnt als Bestand „Diverses, Arbeiten, Bildmaterial, Lebenserinnerungen, Notizbücher, Skizzenbücher, Tagebücher“ und ergänzt: „7.8 m“.)
In Arbon lebte Kaiser und seine Frau in der für Hippolyt Saurer gebauten Villa an der Berglistrase 11. Ende April 1926 reiset er mit seiner Frau zum letzten Mal in die ihm wohlbekannten Täler des Südsinais bis hinauf zum Katharinen Kloster und kehrte im Oktober 1927 nach Arbon zurück. Im selben Jahr wurde Kaiser Ehrenmitglied der Naturforschenden Gesellschaft des Kantons Thurgau.
Mit einer Monographie über den Sinai wollte er sein Lebenswerk abschliessen. Ein Hirnschlag setzte seinem Leben am 4. April 1930 ein Ende. Ein Freund erinnerte sich: „Mit der Sichtung der ungeheuren Menge des gesammelten Materials kam er nicht mehr zu Rande.“ Das sei umso bedauerlicher, weil hinter seinem Lebenswerk eine humanitäre Absicht gesteckt habe, nämlich die, das Leben der Beduinenstämme erleichtern zu helfen. Alfred Kaiser sei eben nicht nur ein unglaublich vielseitiger Wissenschafter und Handelsagent, sondern auch einer der ersten Entwicklungshelfer gewesen.

## Veröffentlichungen
- Reisen durch die Sinai-Halbinsel und nach dem nördlichen Arabien (Mit einer Karten-Skizze); Vortrag gehalten am 2. Juni 1888. In: Jahresbericht [i.e. Bericht] der St. Gallischen Naturwissenschaftlichen Gesellschaft 1887/88. St. Gallen 1889
- Verzeichnis ägyptischer Thiere beobachtet vom 1. Juli 1885 bis 1. Juli 1887. In: Jahresbericht der St. Gallischen Naturwissenschaftlichen Gesellschaft 1887/88 St. Gallen 1889
- Bericht über eine Reise in Aequatorial-Ost-Afrika. In: Mitteilungen der Ostschweizerischen Geographisch-Kommerziellen Gesellschaft in St. Gallen 1898
- Die Schöller'sche Expedition in Äquatorial-Ost-Afrika: geologische, botanische und zoologische Beobachtungen, gesammelt in den Jahren 1896 und 1897 (mit einer Kartenskizze). St. Gallen, Bd. 38, 1898, S. 314–342 (Digitalisat).
- Afrikanisches Jagdwild. o. O. (St. Gallen) o. J. (1899)
- Die Uganda-Bahn in ihrem Einflusse auf die Eingeborenen. o. O. (St. Gallen): [Honegger'sche Buchdr.] o. J. (1905)
- Rassenbiologische Betrachtungen über das Masai-Volk. Berlin: Verlag der Archiv-Gesellschaft 1906
- Erkundigungen, Impressionen und spekulative Betrachtungen über aegyptische Wirtschaftsverhältnisse: Vorläufiger Bericht über einen zweimonatlichen Aufenthalt in Unterägypten. Bern: Buchdr. Rösch & Schatzmann 1907
- Wirtschaftliche Erkundungsreisen in Nordafrika: Vortrag gehalten im bernischen Verein für Handel & Industrie, am 20. Januar 1908 in Bern. Bern: Neukomm & Zimmermann 1908
- Der anglo-ägyptische Sudan in seiner wirtschaftlichen Bedeutung. Bern: Buchdr. W. Wälchli 1908
- Die Produktions-, Handels- und Verkehrs-Verhältnisse von Tripolitanien. St. Gallen: Buchdr. V. Schmid 1908
- Ein 80-jähriger Afrikareisender, Prof. Dr. G. Schweinfurth. o. O. 1916
- Die Sinaiwüste. Arbon: Selbstverlag 1922
- Der heutige Stand der Mannafrage: Mit einem Verzeichnis der arabischen Ausdrücke. o. O.: Selbstverlag 1924
- Mensch und Menschwerden am Sinai: Vortrag gehalten in der Museumsgesellschaft Arbon. Arbon: Arboner Tagblatt 1928
- Wanderungen und Wandlungen in der Sinaiwüste (1886/1927): [Vortrag geh. am 29. Sept. 1928]. o. O. (Weinfelden: Thurgauer Tageblatt) 1928
- Neue naturwissenschaftliche Forschungen auf der Sinai-Halbinsel (besonders zur Mannafrage). o. O. (Leipzig): [J. C. Hinrichs] 1930